# HMS Sjöhästen (1968)
Pour les autres navires du même nom, voir HMS Sjöhästen.
Le HMS Sjöhästen est le cinquième et dernier navire de la classe Sjöormen de sous-marins suédois, nom du projet A11.

## Développement
La planification de la classe comprenait un certain nombre de solutions AIP différentes, y compris la propulsion nucléaire, mais les navires ont finalement été achevés avec des batteries extrêmement grandes pour l’époque. Le navire était un sous-marin à simple coque, avec une forme de coque influencée par le sous-marin expérimental américain USS Albacore (AGSS-569). La coque était recouverte de tuiles de caoutchouc pour réduire la signature acoustique (tuiles anéchoïques), ce qui était à cette époque une technologie pionnière. La classe Sjöormen a également été pionnière dans l’utilisation d’un gouvernail en forme de croix de saint André (par opposition à un gouvernail en forme de croix grecque) comme caractéristique standard (par opposition à un sous-marin expérimental),.

## Service en Suède
Le Parlement suédois a décidé de l’acquisition du navire en 1961. Le navire a été commandé au chantier naval de Karlskronavarvet et sa quille a été posée en 1966. Le navire a été lancé le 6 août 1968 et a rejoint la flotte suédoise le 15 septembre 1969.
Le sous-marin a servi dans la Marine royale suédoise pendant près de 30 ans et a ensuite été vendu à Singapour en 1997 avec ses quatre sister-ships.

## Service à Singapour
Le HMS Sjöhästen a été vendu en 1997 à Kockums puis revendu à Singapour le 28 mai 1999. Il n’a jamais été remis en service mais a été utilisé pour les pièces de rechange pour d’autres navires de la classe.

## Galerie

HMS Sjöhästen
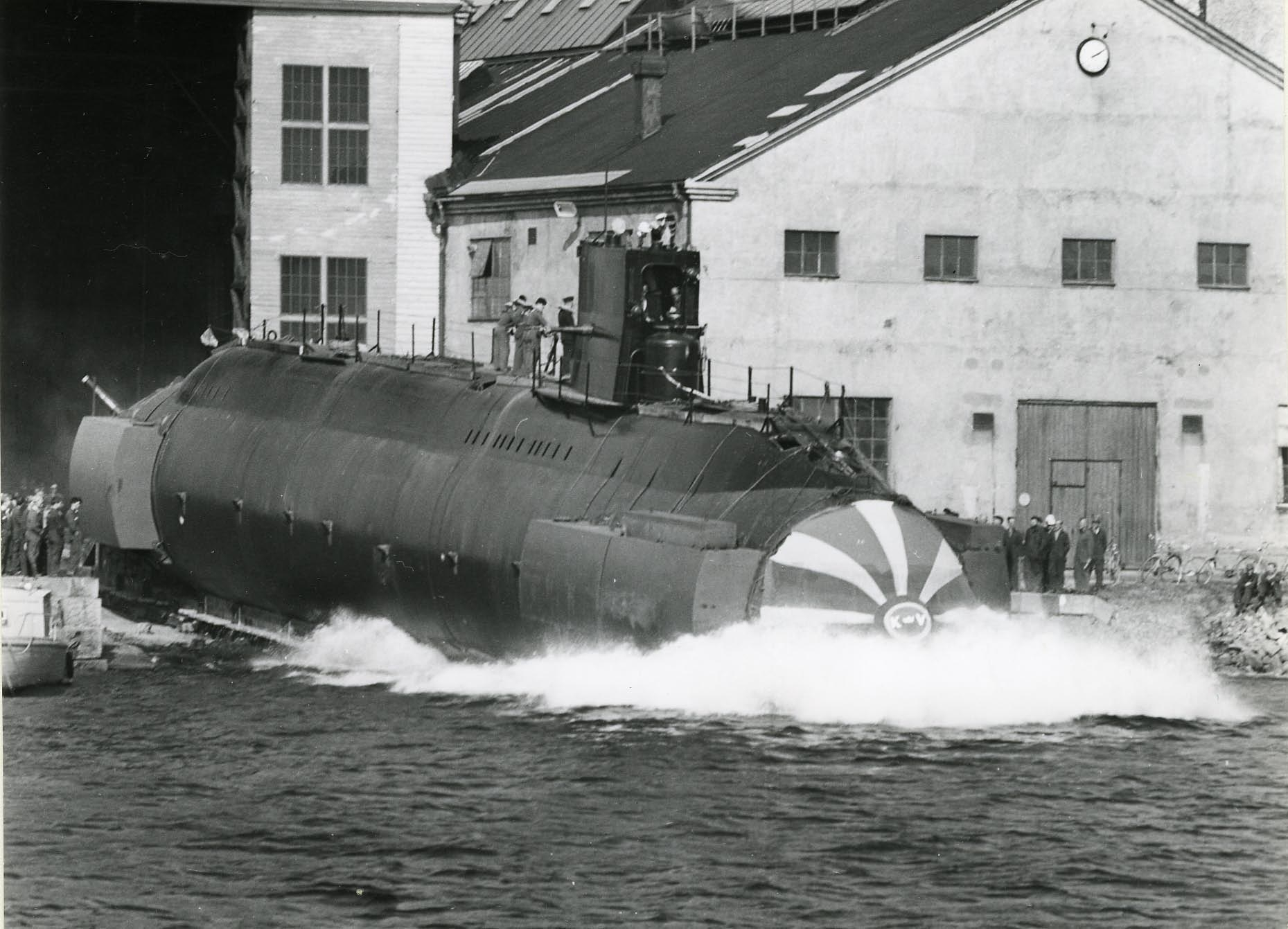
Le HMS Sjöhästen est lancé le 6 août 1968.
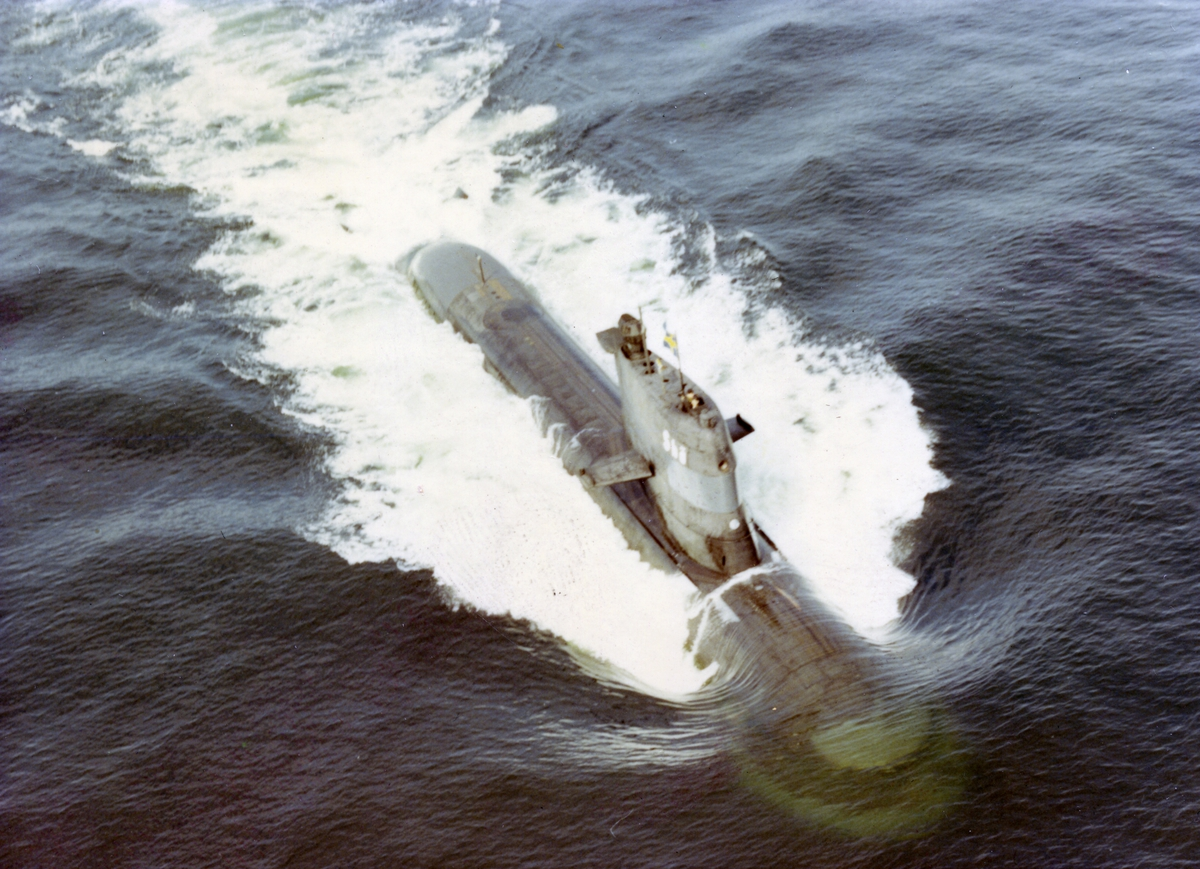
Le HMS Sjöhästen en route entre 1967 et 1968.
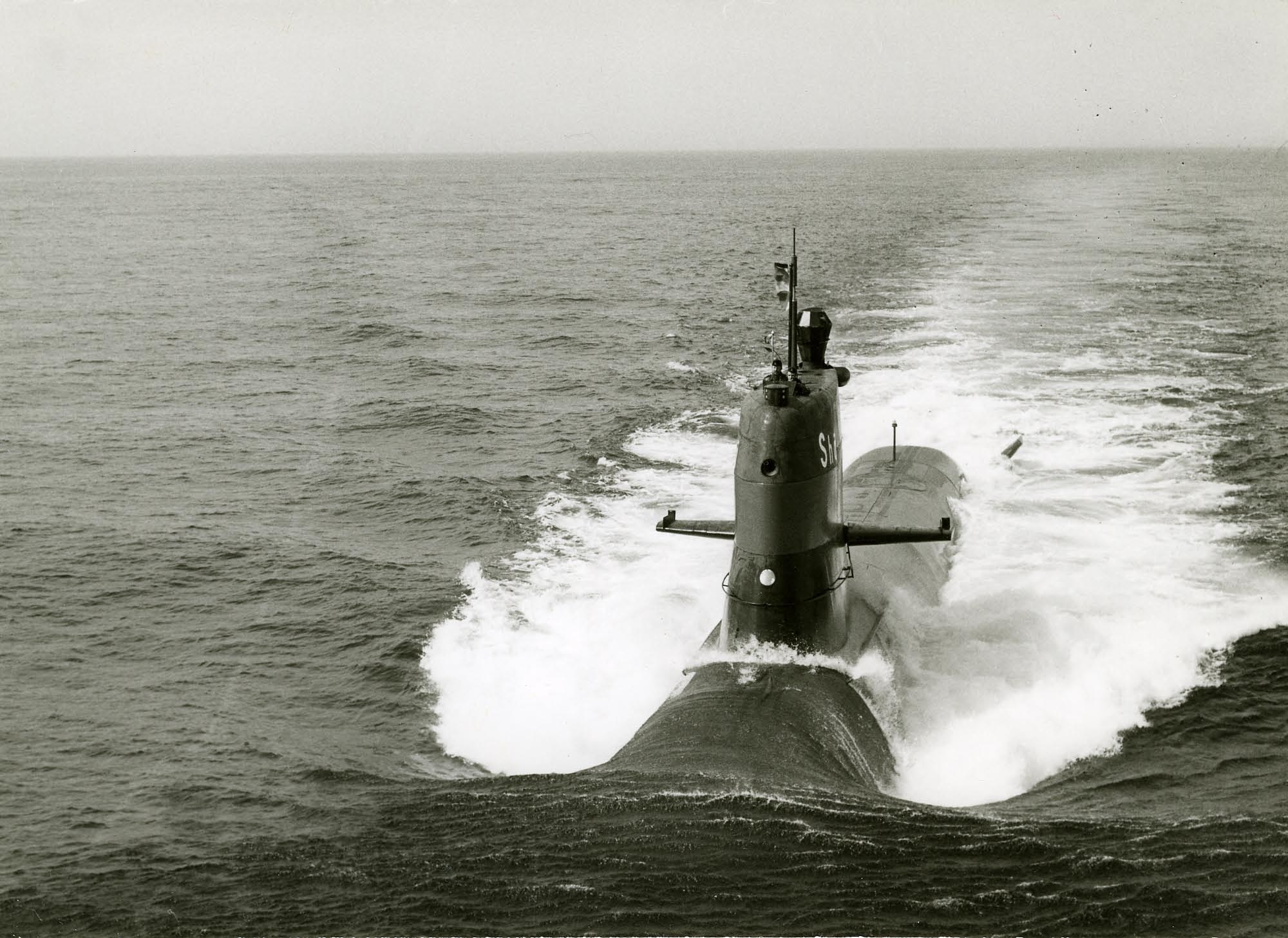
Le HMS Sjöhästen en route en 1968.
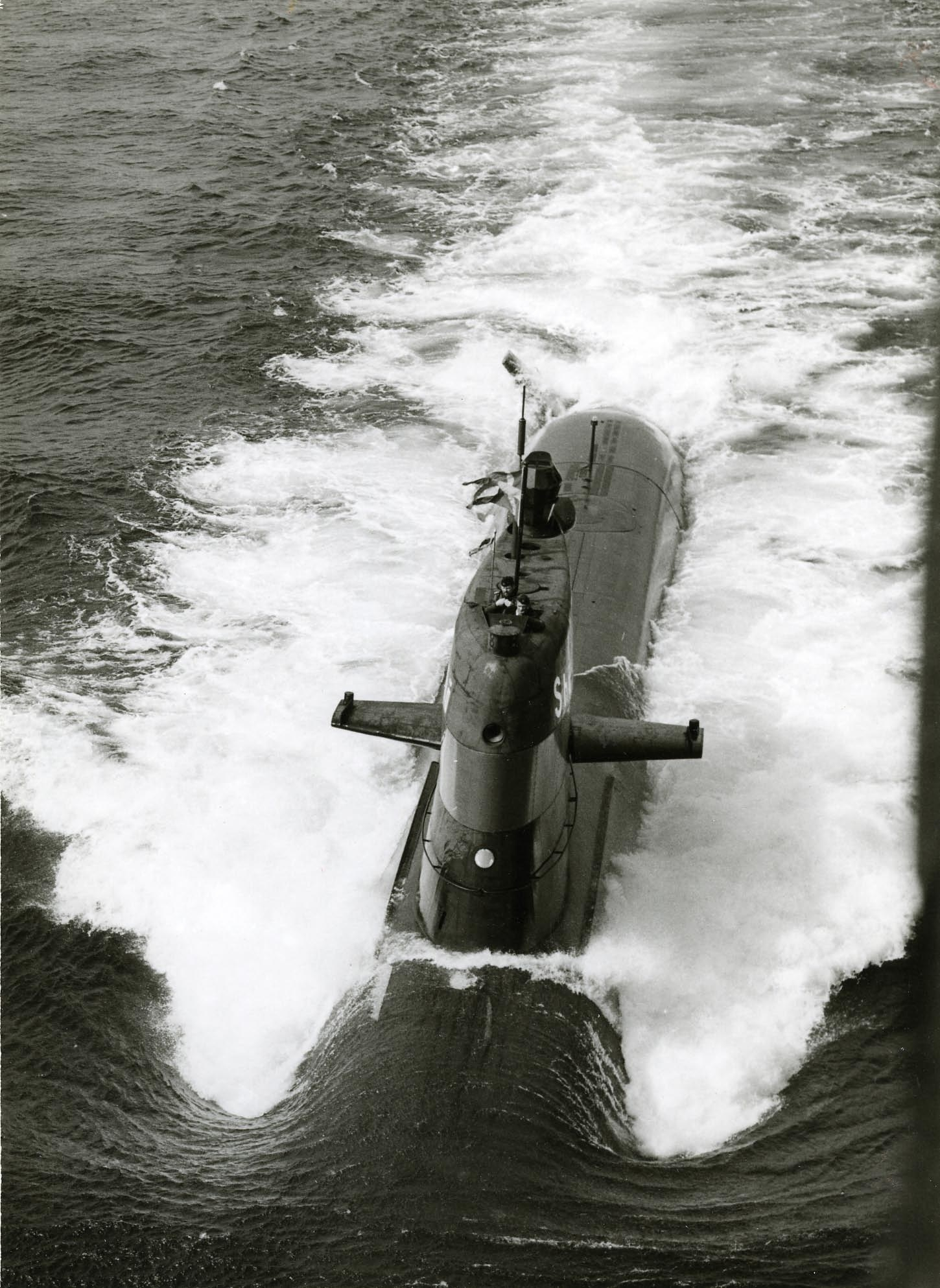
Le HMS Sjöhästen en route en 1968.
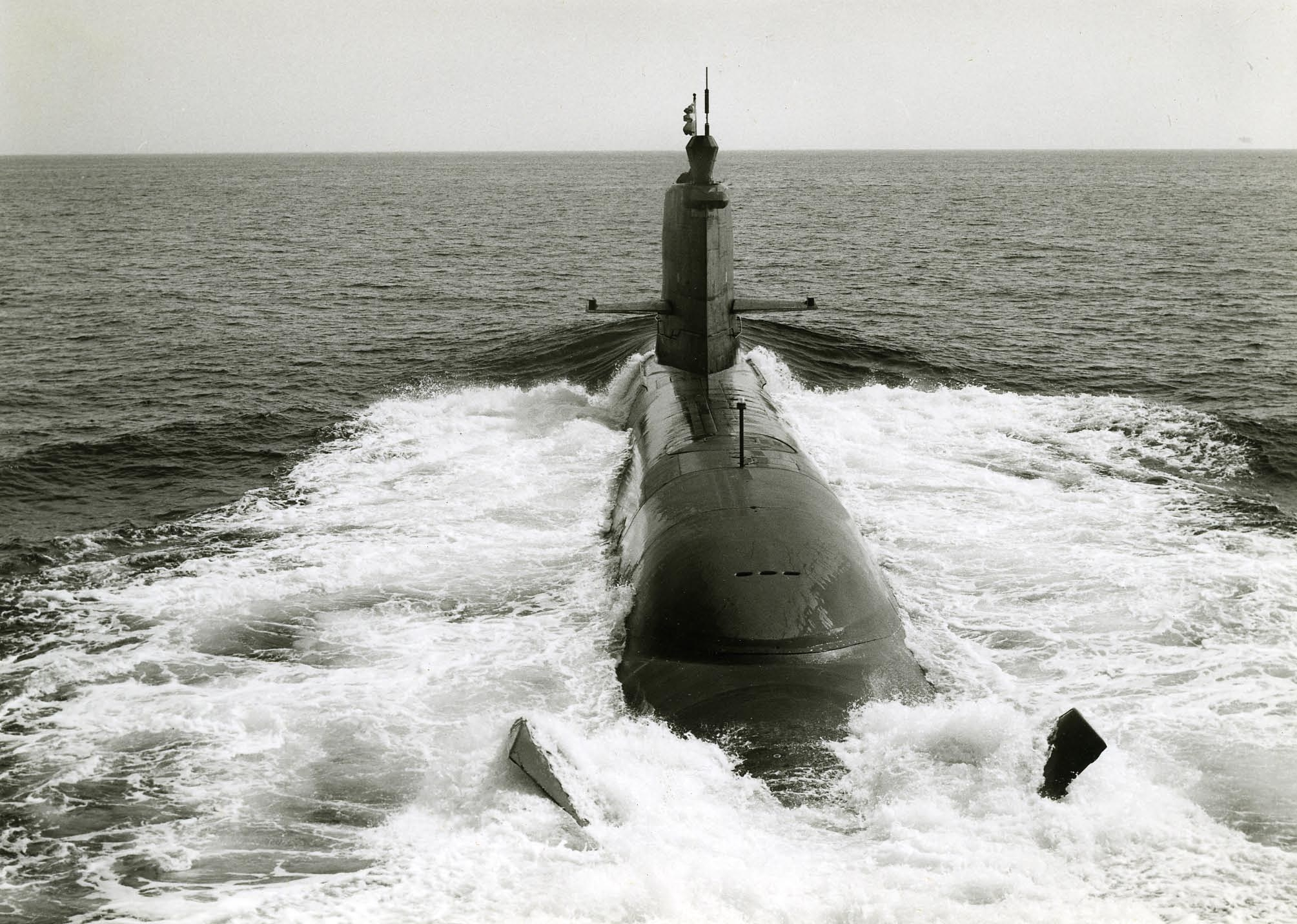
Le HMS Sjöhästen en route en 1968.
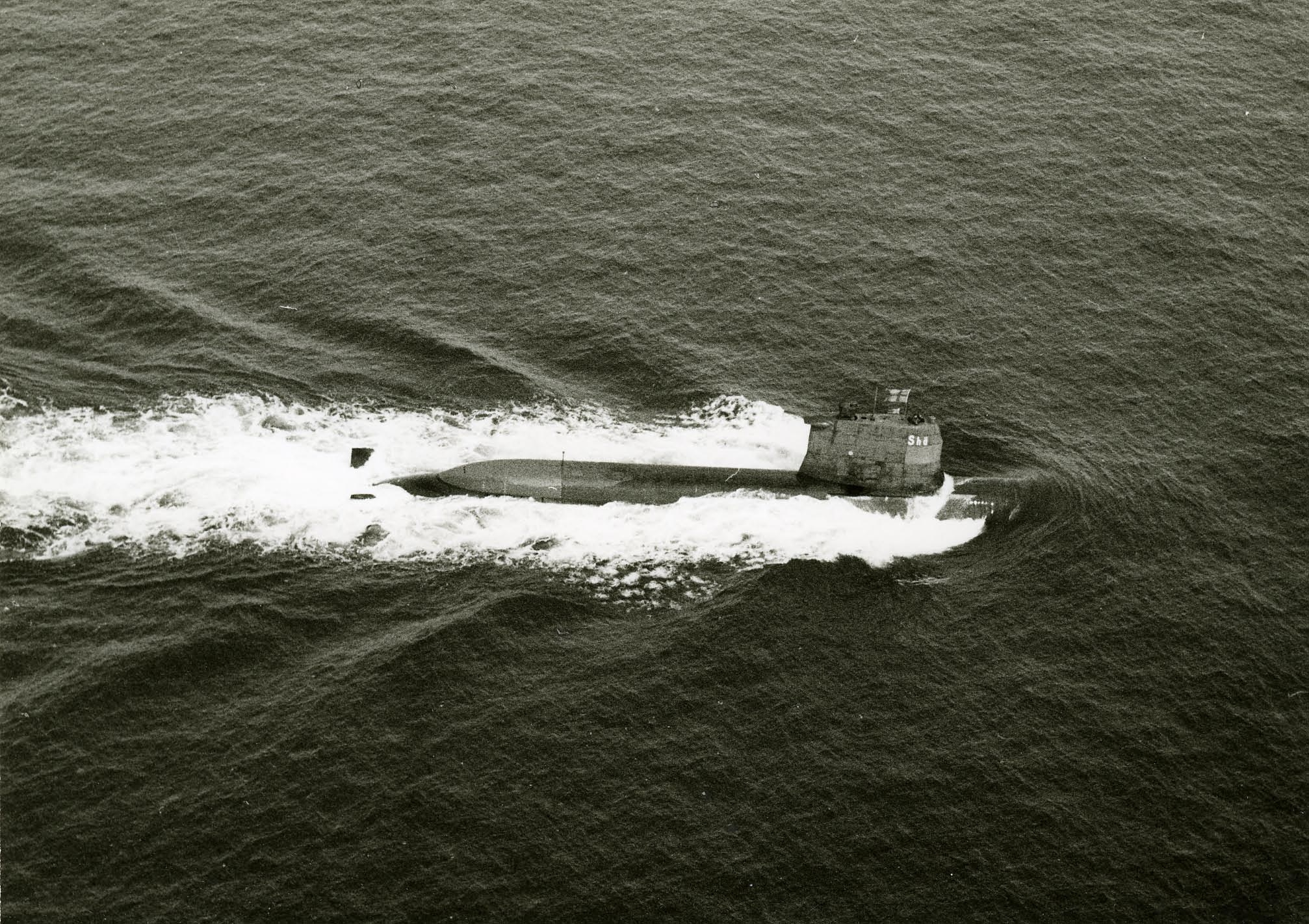
Le HMS Sjöhästen en route en 1968.